# Kamba (Kougny)
Pour les articles homonymes, voir Kamba.
Kamba est une localité située dans le département de Kougny de la province du Nayala dans la région de la Boucle du Mouhoun au Burkina Faso.